# Suore di Maria-Giuseppe e della misericordia
Le Suore di Maria-Giuseppe e della Misericordia (in francese Sœurs de Marie-Joseph et de la Miséricorde) sono un istituto religioso femminile di diritto pontificio.

## Storia
La congregazione è sorta dall'unione delle suore di Maria-Giuseppe di Le Dorat con le suore della misericordia di Bordeaux.
Le origini delle suore della misericordia risalgono al 1801, quando Marie de Lamourous a Bordeaux assunse la direzione di una comunità di ex prostitute desiderose di rifarsi una vita; le collaboratrici della de Lamourous pronunciarono i primi voti nel 1823. L'istituto divenne di diritto pontificio il 2 agosto 1865.
Le suore di Maria-Giuseppe furono fondate il 20 aprile 1841 a Le Dorat da Anne-Marie Quinon per l'apostolato nelle prigioni; estesero presto la loro attività aprendo rifugi per ex carcerate e centri per giovani disadattati. L'istituto ottenne il pontificio decreto di lode il 22 giugno 1860 e le sue costituzioni ricevettero l'approvazione definitiva il 20 febbraio 1874.
La Santa Sede ha sancito l'unione delle due congregazioni 1º marzo 1971.

## Attività e diffusione
Le religiose si dedicano all'assistenza agli emarginati, soprattutto alle donne in difficoltà e ai loro bambini.
Le suore sono presenti in Francia e in Spagna; la sede generalizia è a Le Dorat.
Alla fine del 2011 la congregazione contava 62 religiose in 8 case.